# 地球の出

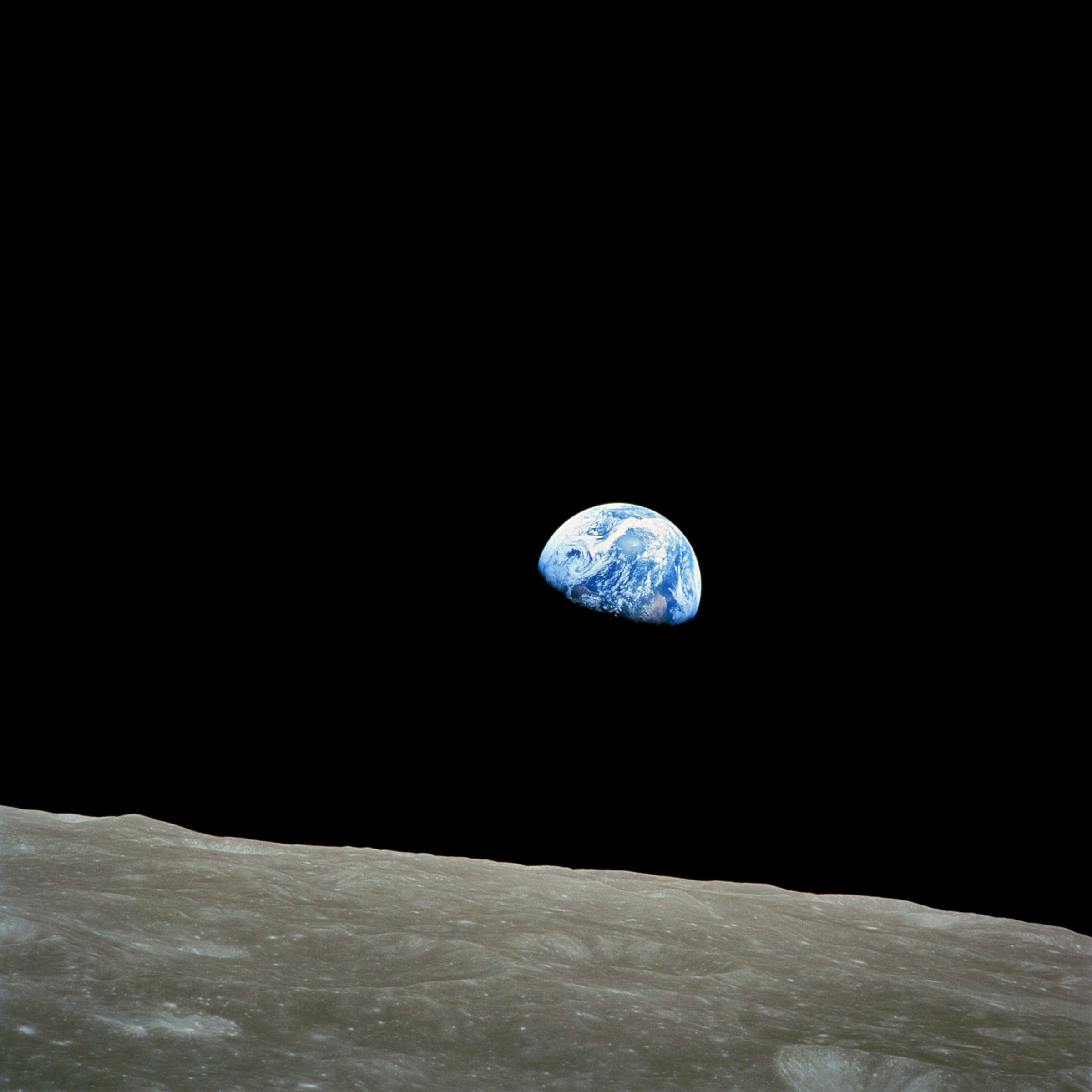
1968年12月24日に撮影された「地球の出」

地球の出（ちきゅうので、英: Earthrise）は、アポロ8号ミッション中の1968年に宇宙飛行士ウィリアム・アンダースが撮影した地球の写真のことである。「史上最も影響力のあった環境写真」として知られ、アースデイをはじめ様々な環境運動のアイコンとなった。

## 撮影
アポロ8号は人類初となる有人の月周回飛行を行った。「地球の出」とはこのミッション中の1968年12月24日に月の周回軌道上からウィリアム・アンダースがハッセルブラッド社のカメラで撮影した写真（NASA image AS8-14-2383）に与えられた名前である。直前に船長のフランク・ボーマンが白黒写真でこの光景を収めており、その後にアンダースが70mmのカラーフィルムを見つけた。ボーマンの写真は地球の明暗境界線が月の地平線に接しているという違いはあるが、大陸の位置と雲の模様はカラーの「地球の出」と同じものだった。
このときの様子は録音されており、文字にも書き起こされている。

ボーマン：オー・マイ・ゴッド！　この景色をみてくれ！　ほら地球が昇ってきている。ワオ、美しいじゃないか。

アンダース：撮るのかい、予定にないよ

ボーマン：（笑いながら）ジム、カラー・フィルムはある？

アンダース：早くカラーのフィルムをわたしてくれないか…

同じ場所で何枚もの写真が撮影された。ミッション中の録音テープから、ボーマンが指示しラヴェルとアンダースが喜んで協力したことがわかる。アンダースが最初の1枚を撮り、ラヴェル（設定値を記録している）が続き、アンダースが異なる露光量でもう2枚の写真を撮影した。
「フロム・ジ・アース・トゥ・ムーン」はアンドルー・チェイキンの「人類、月に立つ」をもとに製作されたテレビドラマだが、第4話（「激動の1968年」）で「予定にない」という台詞をボーマンに語らせている。しかし、その発言の主をアンダースに帰しているPBSのほうが正しいことは上述の録音からも明らかだ。実際のところ船長のボーマンがそんなことを言ったならば、いまのようなカラー写真は撮影されることはなかっただろう。
1988年に出版されたボーマンの自伝には、彼の写真の白黒版がほぼ1ページ大で使われており、「写真史に残る非常に有名な1枚―ビル・アンダースから放たれたカメラを私が受けとめて撮影した」と解説されている。さらにボーマンはこの写真を「郵政公社が切手に採用しており、この写真以上に複製された画像となるとごくわずかしかない」と書いている。しかしフランク・ボーマンの自伝に複写された「地球の出」は、アンダースの写真とそっくりだが、水平方向に反転している上に切り取られて印刷されている。
切手もアンダースの写真通りに雲や色合、地形の模様を再現している。ボーマンによれば「原子力工学の修士号」を持っていたアンダースは、「科学者兼乗組員として…実際に月に着陸するアポロ号の船員にとって非常に重要な義務である写真撮影も行う」ことになっていた。

### 地球のすがた
この写真の地球は出版物では次のような方位になっている
- 南極は左、北極は右を向いている（南極大陸が10時の方向）
- 赤道は西から右上隅へと中心を走っている
- 日没の境界線がアフリカ大陸を交差している（左手のやや明るい場所がナミビアのナミブ砂漠で、右手が西サハラあるいは西アフリカ）
- 我々が思い浮かべる典型的な北極/南極を上下とする図から時計回りに135°ずれている。

## 影響

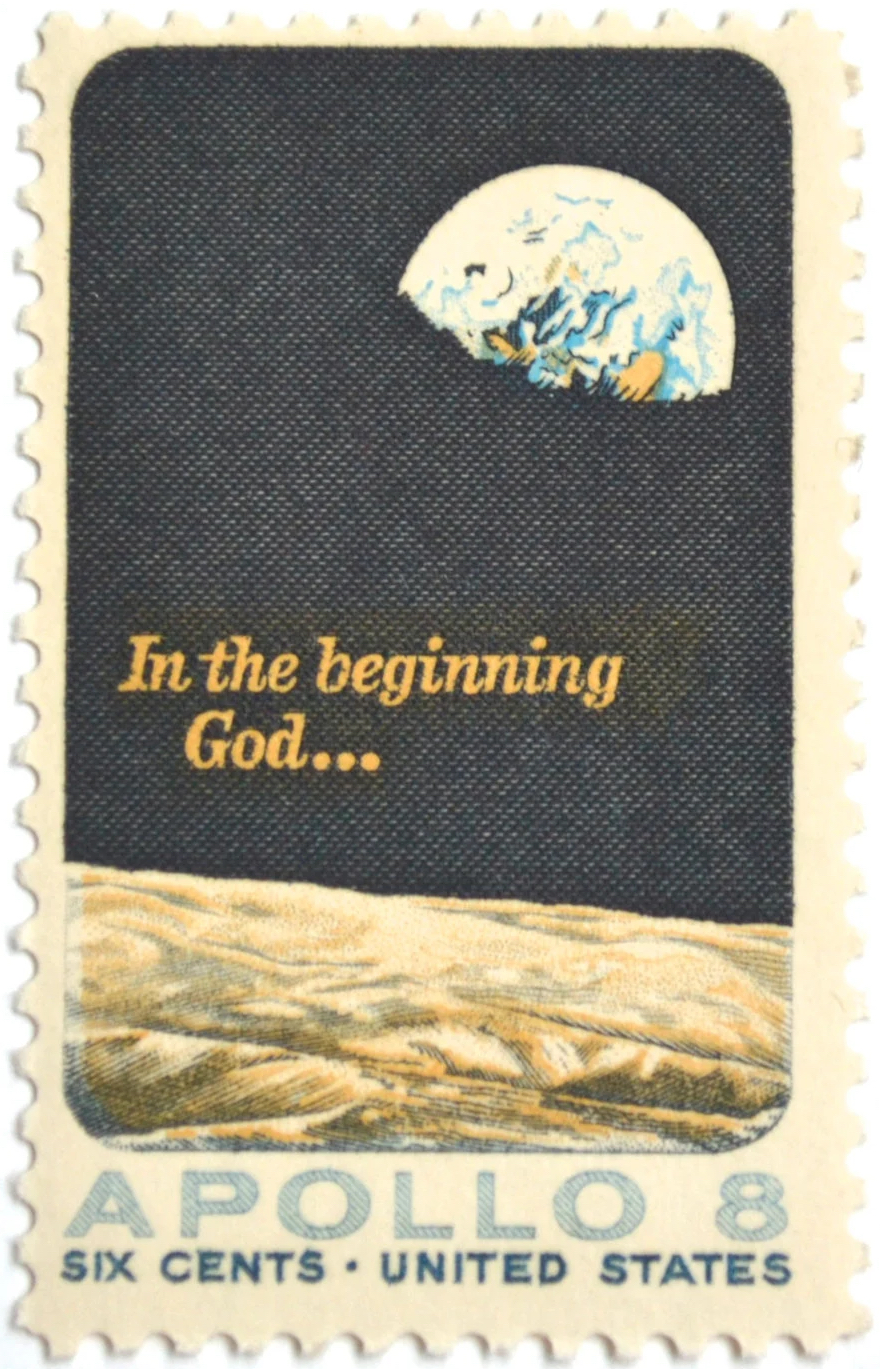
切手になった「地球の出」

ライフ誌で組まれた特集「世界を変えた100枚の写真」で自然写真家のガレン・ローウェルはこの「地球の出」を「史上最も影響力を持った写真」と呼んでいる。「地球の出」という名が初めて活字になったのは、1968年12月にシカゴ・トリビューンに掲載されたAP通信の写真につけられた解説である。1966年にルナ・オービター1号が最初の地球の出を白黒写真に収めているが、こちらはあまり知られていない。スケジュール通りであれば撮影対象でなかった「地球の出」は、1972年に撮影された「ブルー・マーブル」とともにまったく新たな地球のイメージをもたらした。それまで「巨大で」「なかば無限大」であった地球は、ジョン・ダウニングによれば、いまや可憐かつ孤独な惑星であり、人々に保護をもとめる存在となったのだ。「地球の出」はそうしたエコロジカルな世界観のもとで、さまざまな環境運動の旗印に用いられ、20世紀において最も広く流通した画像の一つになった。

### 切手
1969年、アメリカ郵政公社は月を周回したアポロ8号を記念した切手（スコット・ナンバー#1377)を発行した。「地球の出」の写真を細部まで（特に色合い）描いていることが特徴で、船員たちがアポロ8号の中で読んだ創世記の「初めに、神は…」という言葉が添えられている（アポロ8号での創世記の朗読も参照）。

### 動画
2008年4月6日（日本標準時）、初めてハイビジョンカメラ（1080p）により「地球の出」が動画撮影された。この「満地球」の出没はJAXAの月周回衛星「セレーネ」（日本では「かぐや」の愛称で知られている）から撮られたものである。1年と8ヶ月にわたって月を周回することに成功した「セレーネ」は、2009年6月10日 (UTC) に予定通り月面に落下し運用が終了した。